# Mikrotom

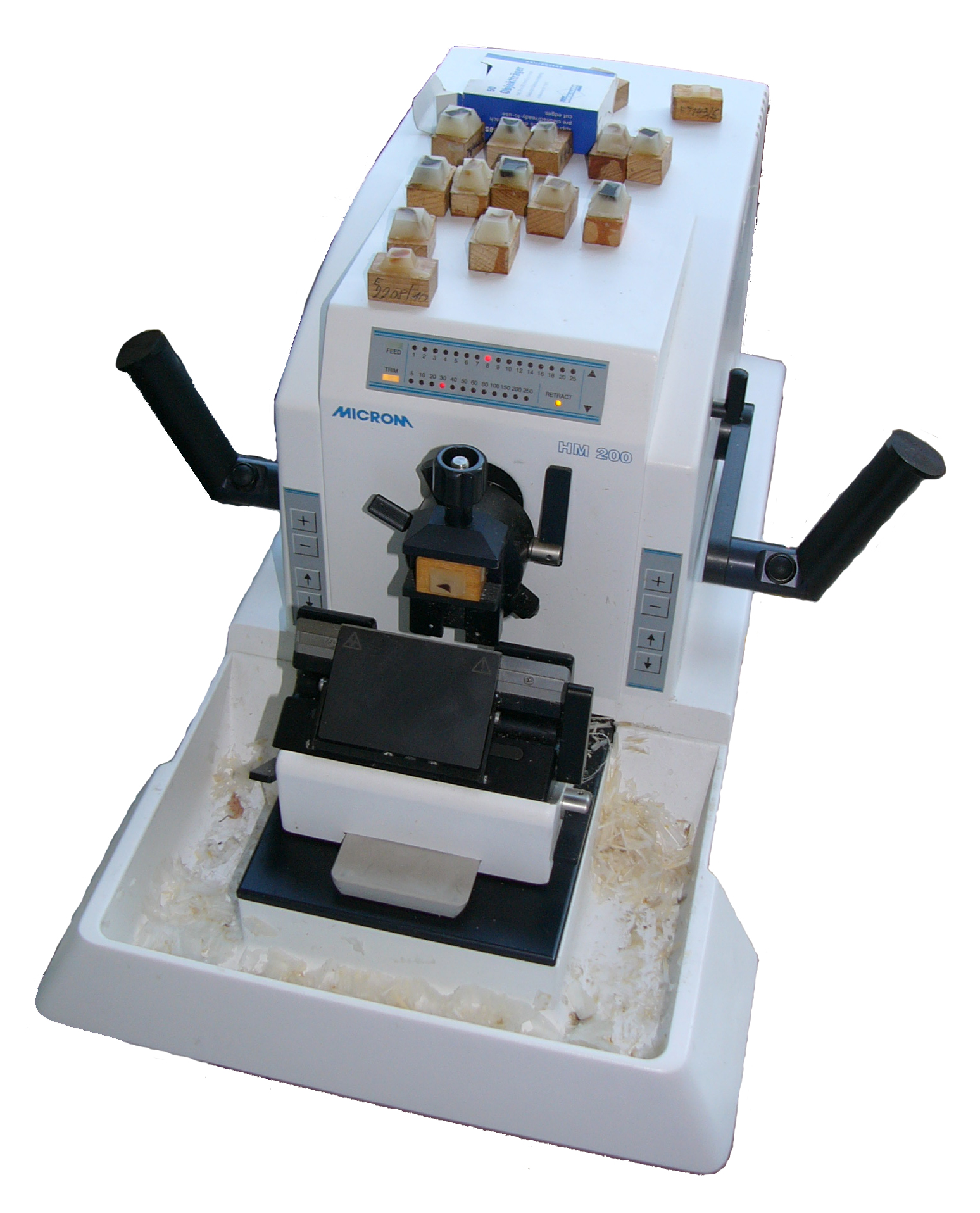
elektrický mikrotom Microm HM 200 (na mikrotomu jsou položené parafínové bločky nachystané na řezání)

Mikrotom je přístroj na řezání velmi tenkých řezů pro mikroskopování histologických preparátů. Většina mikrotomů má velmi ostré ostří a slouží na tvorbu řezů z rostlinných, zvířecích a lidských tkání pro histologické zkoumání.

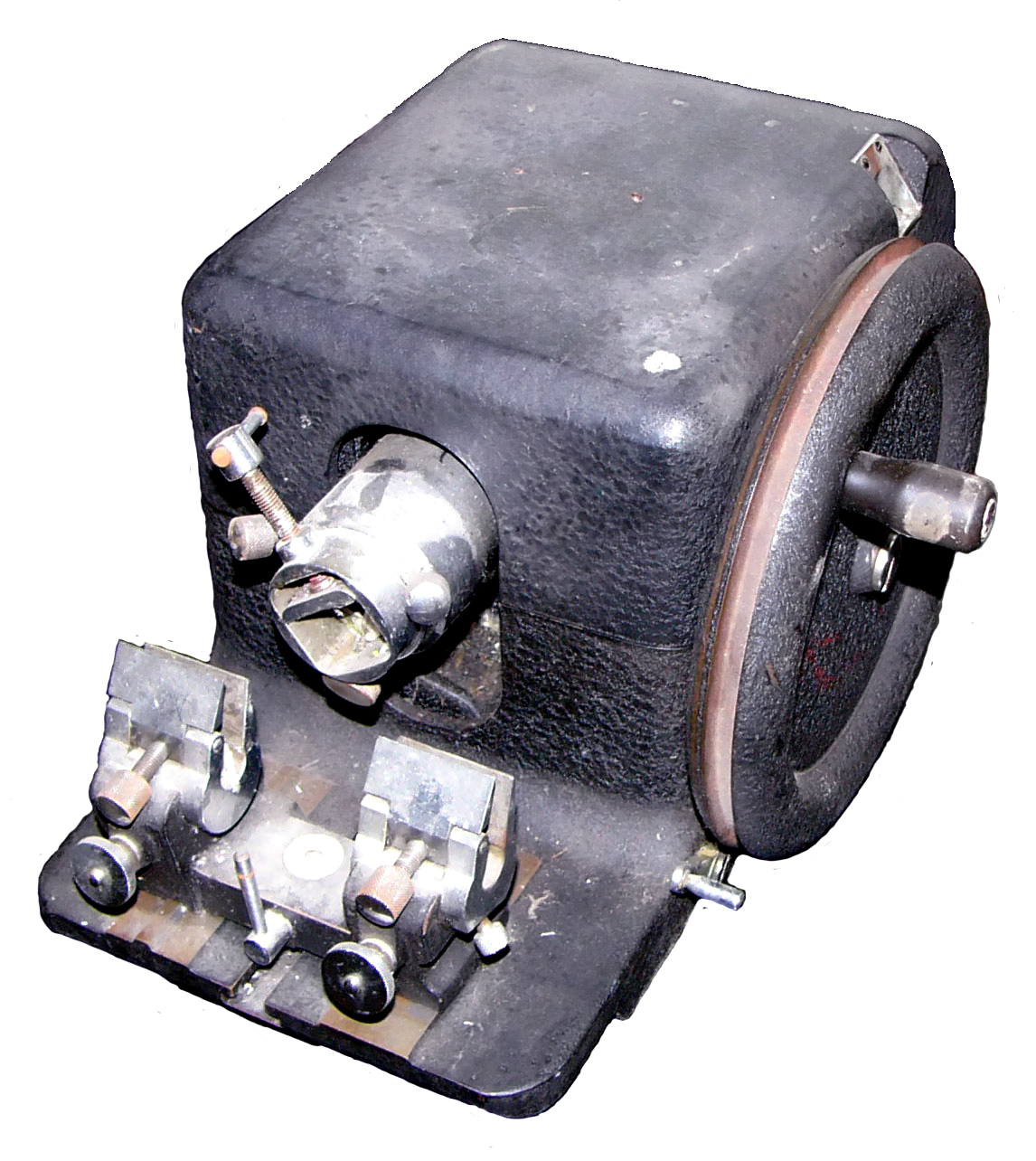
Starší mechanický mikrotom